# Nanjing International Youth Cultural Centre
Nanjing International Youth Cultural Center sono due grattacieli disegnati da Zaha Hadid e situati a Nanchino nella provincia cinese dello Jiangsu. La torre numero 1 misura 314,5 metri e la torre numero 2 misura 255 metri. La costruzione è iniziata nel 2012 e si è conclusa nel 2015.